# Balanga (Filippine)
Balanga è una città componente delle Filippine, capoluogo della Provincia di Bataan, nella Regione del Luzon Centrale.
Balanga è formata da 25 barangay:
- Bagong Silang
- Bagumbayan
- Cabog-Cabog
- Camacho
- Cataning
- Central
- Cupang North
- Cupang Proper
- Cupang West
- Dangcol (Bernabe)
- Doña Francisca
- Ibayo
- Lote

- Malabia
- Munting Batangas (Cadre)
- Poblacion
- Pto. Rivas Ibaba
- Pto. Rivas Itaas
- San Jose
- Sibacan
- Talisay
- Tanato
- Tenejero
- Tortugas
- Tuyo